# Big and Rich
Big and Rich est un duo musical américain de musique country composé des auteurs-compositeurs-interprètes Big Kenny et John Rich.

## Histoire
Leur première prestation ensemble date de 1998. Après l'écriture de plusieurs chansons pour d'autres artistes country le duo signa son premier album chez Warner Bros. Records en 2003.
Ce premier album, Horse of a Different Color, sortit en mai 2004. Son premier single "Wild West Show", sortit quatre mois avant l'album se classa à la 21e position. En tout, cet album classa quatre titre au Top 40 country hits, dont la chanson "Save a Horse (Ride a Cowboy)", et les collaborations avec Cowboy Troy, Gretchen Wilson et Martina McBride.
Comin' to Your City, sortit en novembre 2005. Parmi les collaborations de ce deuxième album, Cowboy Troy, Wilson, et Kris Kristofferson. Le troisième album studio, Between Raising Hell and Amazing Grace, permis au duo d'obtenir leur premier hit atteignant la première place avec la ballade "Lost in This Moment". Le duo s'essaya également dans des styles plus éloignés de la country dans des collaborations avec John Legend, Wyclef Jean, Lil Jon, et Bon Jovi. Après cet album, les membres repartirent vers des carrières solo. Rich sortit l'album Son of a Preacher Man en mars 2009 et Kenny sortit son premier single solo ; "Long After I'm Gone."
Le groupe sortit son premier album compilation Greatest Hits en septembre 2009.

## Filmographie
- Las Vegas - Saison 3, Épisode 1: Nouveau décor pour Nouveau depart(2005)
- The 8th of November: A True American Story of Honor (2006) (Documentaire)
- NASCAR 08 - Soundtrack (2007) (Jeu vidéo)
- Footloose (film, 2011) - "Fake I.D." (2011)(Film)